# Ancylonyx melanurus
Ancylonyx melanurus är en skalbaggsart som beskrevs av Britton 1957. Ancylonyx melanurus ingår i släktet Ancylonyx och familjen Melolonthidae. Inga underarter finns listade i Catalogue of Life.